# 하이메 바델

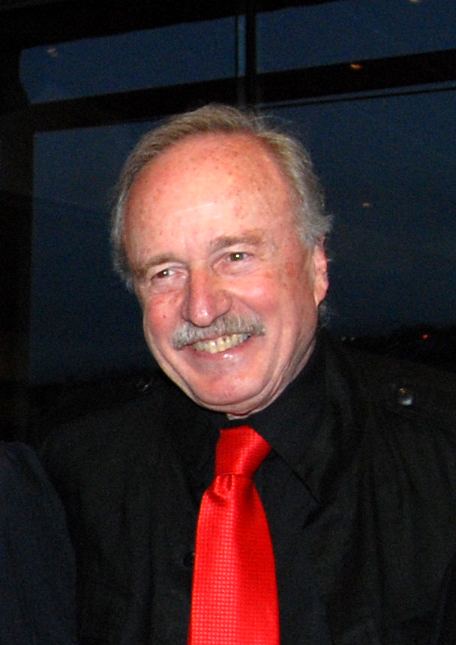

하이메 바델(Jaime Vadell, 1935년 10월 6일 ~ )은 칠레의 배우이다.
발파라이소에서 태어났다.

## 영화
- 네루다 (2016년) - 아르투르 알레산드리 역
- 더 클럽 (2015년)
- 오로라 (2014년)
- 포스트 모템 (2010년) - Dr. 카스틸로 역
- 비 오는 대관식 (2000년)
- 7월의 훌리오 꼬미엔자 (1977년)
- 세 마리의 슬픈 호랑이 (1968년)